# Černá Nisa
Die Černá Nisa (deutsch Schwarze Neiße) ist ein rechter Zufluss der Lausitzer Neiße in Tschechien.

## Verlauf
Die Černá Nisa entspringt auf dem Isergebirgskamm im Rechstielloch am nordöstlichen Fuße der Olivetská hora (Ölberg, 886 m). Nordwestlich der Quelle erhebt sich der Poledník (Mittagsberg, 864 m), gegen Nordosten die Ptačí kupy (Vogelkoppen, 1013 m) und östlich der Holubník (Taubenhaus, 1070 m). In der näheren Umgebung haben auch die Bäche Bílý Štolpich, Blatný potok und Jeřice ihren Ursprung.
Der Oberlauf der Černá Nisa führt östlich der Olivetská hora nach Süden. Danach nimmt der Bach südwestliche Richtung auf und wird am östlichen Fuße des Brdo (876 m) und Milíř (836 m) in der Talsperre Bedřichov gestaut. In Rudolfov wendet sich die Černá Nisa zwischen dem Žulový vrch (743 m) und dem Javorový vrch (724 m) nach Westen und fließt am nördlichen Stadtrand von Liberec durch Kateřinky. Der Unterlauf verläuft in südwestliche Richtung, vorbei an Nová Stráž und Staré Pavlovice, nach Stráž nad Nisou, wo die Schwarze Neiße nach 14,2 Kilometern am Fuße der Dolina (Habendorfer Berg, 408 m) in die Lausitzer Neiße mündet; auf diesem Abschnitt führt rechts des Baches die Bahnstrecke Liberec–Zawidów entlang.
Die Černá Nisa hat mehrere unbedeutende kleine Zuflüsse.

## Besonderheiten
In den Jahren 1902 bis 1905 wurde am Oberlauf der Schwarzen Neiße als Hochwasserschutz die Friedrichswalder Talsperre erbaut.
Unterhalb der Talsperre befindet sich linksseitig der Černá Nisa die Pseudokarsthöhle Valhala.
In Rudolfov wird an der Schwarzen Neiße das Wasserkraftwerk Rudolfov mit einem kleinen Staubecken betrieben, zu dem ein unterirdischer Kanal von der Talsperre führt.